# 關智一
關智一（日语：／ Seki Tomokazu，1972年9月8日—）是日本男性配音員。東京俳優生活協同組合→Atomic Monkey所属。東京都江東區深川出身。血液AB型。以熱血激昂的聲線聞名，暱稱為（ChiIChi, 智一的音讀）。

## 生平
在机动武斗传G高达的主角选角时，自己参加试音的路上因积雪滑了一跤，心想“这下肯定落选了”结果反而在两天后宣布中选。
非常愛開黃腔，也因此冒犯許多女聲優，曾因尺度太大被電台高層警告。
配音的角色多以熱血漢為主而受到矚目，不過實際上也能配個性冷靜的美型男或是中年大叔型角色，夢幻遊戲的井宿是少數讓人猜想不到是關智一配音的角色之一。
配BL作品時，雖然可以配攻方的角色，但大部份還是以受方角色為主，與聲系相似的小西克幸形成強烈的對比。
與子安武人、三木真一郎和置鮎龍太郎很常在動畫合作演出。

## 演出作品
※粗體字表示說明飾演的主要角色。

### 電視動畫
1993年
- 機動戰士V鋼彈 - トマーシュ・マサリク、クリス・ロイド

1994年
- 足球風雲 - 馬堀圭吾
- 機動武鬥傳G GUNDAM - 多門·火州
- 忍者乱太郎 - ドクタケ忍者
- 行運超人 - 天才超人

1995年
- 多啦A夢(大山羨代版) - 助理導演
- 新世紀福音戰士 - 鈴原冬二
- 夢幻遊戲 - 井宿、攻兒
- 去吧！稻中桌球社 - 子分
- 新機動戰記鋼彈W - メーザー、記者B、操縱士
- 鬼神童子ZENKI - 靖男

1996年
- 聖天空戰記 - 梵
- 機動戰艦 - 大豪寺凱、白鳥九十九
- 逮捕令 - 東海林將司

1997年
- 蠟筆小新 - 吉良（吸血鬼）
- 鬼太郎第四期 - 空狐
- MAZE☆爆熱時空 - 梅斯（男）
- 妖精狩獵者 - 龍造寺淳平

1998年
- 蠟筆小新 - 店員、相聲演員A
- 烈火之炎 - 月白
- 吸血姬美夕 - 井上時哉
- 庫洛魔法使 - 木之本桃矢
- 頭文字D - 高橋啓介
- 白色十字架（白色獵人、Weiß kreuz） - Ken／飛鷹健

1999年
- 蠟筆小新 - 佐藤靖
- 火魅子傳 - 九峪雅比古
- 神奇寶貝 - 小建、果然翁
- 無限的未知 - 尾瀨育己
- 頭文字D Second Stage - 高橋啓介
- 麻辣教師GTO - 村井國男

2000年
- 蠟筆小新 - 噴霧罐男
- 捍衛者(TV版) - 影山零士
- 機巧奇傳ヒヲウ戰記 - 服部半藏
- 第一神拳 - 宮田一郎
- 萬有引力 - 新堂愁一

2001年
- 光劍星傳EX - 艾修頓·艾卡斯
- 天使領域 - 尾形雅治
- 幻影天使 - 草摩夾
- 聖石小子 - 哈魯
- 週刊故事島 - 「流血鬼」良太
- 地球少女Arjuna-大島時夫

2002年
- 足球小將翼 ROAD TO 2002 - 大空翼
- 東京地底奇兵 - 淺蔥留美奈
- 鬼眼狂刀 - 壬生辰伶
- 機動戰士鋼彈SEED - 伊薩克·焦耳（Yzak Jule）
- Chobits - 新保弘
- 驚爆危機 - 相良宗介

2003年
- 槍墓 - 布蘭登·希特／葛雷夫
- 驚爆危機？校園篇- 相良宗介

2004年
- 現視研 - 田中總市郎
- 舞-HiME - 楯祐一
- 鉄人28號 - 關刑事、黒衣男子、辰、佐良
- 光之美少女 - 美波
- 天上天下 - 高柳雅孝
- 戰區88 - 米奇·賽門
- 絢爛舞踏祭 - 葛蘭·瑞河
- 遙遠時空～八葉抄～ - 森村天真
- 吟遊默示錄 - 愛德華（Edward）
- 機動戰士鋼彈SEED DESTINY - 伊薩克·焦耳（Yzak Jule）
- 巖窟王 - 安德烈·卡瓦爾安蒂侯爵
- MONSTER - 卡爾．諾曼
- 名偵探柯南- 金澤(第392-393集)

2005年
- あかほり外道アワーらぶげ（日语：あかほり外道アワーらぶげ） - 關智一
- 魔法少年賈修 -  阿里西亞
- 雙戀2 - 雙葉戀太郎
- 烘焙王 - 小丑·波魯內傑
- ONE PIECE - 路基、哈德利
- 多啦A夢(水田山葵版) - 骨川小夫、旁白
- 驚爆危機!The Second Raid - 相良宗介

2006年
- Fate/Stay Night - 吉爾伽美什
- 天使心 - 島津省吾
- 武裝鍊金 - 戰士長火渡（火渡赤馬）
- Kanon - 北川潤
- 史上最強弟子兼一 - 白濱兼一
- NANA - 寺島伸夫
- 火影忍者 - 鷺#167
- 彩雲國物語 - 紫劉輝
- 星際海盜 - Katana

2007年
- 惡魔獵人 - 文森#2
- 幸運☆星 - Animate店長兄澤命斗
- 機神大戰 - 李雲儀
- 交響情人夢 - 千秋真一
- 彩雲國物語第二季 - 紫劉輝
- 怪-化貓-(海坊主) - 柳幻殃齊
- 灣岸Midnight - 朝倉晶夫
- 魔人偵探腦嚙涅羅 - 百舌貴泰

2008年
- 狂亂家族日記 - 強欲王
- 你是主人我是僕 - 上杉煉
- 戀姬†無雙 - 假劉備、關羽的哥哥
- 交響情人夢 巴黎篇 - 千秋真一
- 十字架與吸血鬼 - 森丘銀影
- 秘密 〜The Revelation〜 - 薪剛
- 無限之住人 - 萬次
- 致命紫羅蘭 編號044 - 僇卡
- 夜櫻四重奏 - 比泉圓神、七海銀
- 遙遠時空3～紅之月～ - 源九郎義經
- 女神異聞錄 ～三位一體之魂～ - 戌井暢

2009年
- 真·戀姬†無雙 - 假劉備
- 第一神拳 New Challenger - 宮田一郎
- 蒼天航路 - 劉備
- 怪談餐館 - 火妖

2010年
- 交響情人夢 Finale - 千秋真一
- 遙遠時空3～永無止境的命運～ - 源九郎義經
- 逆轉監督 - 達海猛
- Angel Beats! - 五十嵐
- 奇蹟少女KOBATO. - 木之本桃矢
- 戰國BASARA貳 - 石田三成
- 荒川爆笑團 - 地球防衛軍隊長

2011年
- 日常 - 第8話預告旁白
- 惡魔奶爸 - 東條英虎
- Fate/Zero 第1季 - Archer
- 命運石之門 - 橋田至
- 魔導少年 - 哈比爸爸
- SKET DANCE - 安形惣司郎
- 未來日記 - 戰場馬克
- 女神異聞錄4 - 巽完二

2012年
- 薄櫻鬼 黎明錄 - 井吹龍之介
- Fate/Zero 第2季 - Archer
- PSYCHO-PASS心靈判官 - 狡嚙慎也
- 向银河开球 - 太田健
- 頭文字D Fifth Stage - 高橋啓介
- 聖鬥士星矢Ω- 處女座不動

2013年
- 襲來！美少女邪神W - 哈斯塔（青年）
- 蟲奉行- 霧隱才藏
- 義風堂堂！！兼續和慶次- 片倉小十郎
- 夜櫻四重奏 -花之歌- - 比泉圓神
- 第一神拳 Rising - 宮田一郎
- 銀狐  - 天本將平
- 刀劍神域 Extra Edition  - 牙王

2014年
- 妖怪手錶 - 維斯帕
- 抓狂徵信社 - 恒
- 諸神的惡作劇 - 梅麗莎
- 忍者龜 - 李奧納多
- 頭文字D Final Stage - 高橋啓介
- 戰國BASARA Judge End - 石田三成
- 真·抓狂徵信社 - 恒
- PSYCHO-PASS心靈判官 新編集版 - 狡嚙慎也
- 女神異聞錄4 黃金版 - 巽完二
- 牙狼〈GARO〉-炎之刻印- - 米凱爾
- Fate/stay night [Unlimited Blade Works] - 吉爾伽美什
- 飆速宅男GRANDE ROAD - 待宮榮吉
- PSYCHO-PASS心靈判官 2 - 狡嚙慎也

2015年
- The Rolling Girls - 籾山藏之介、旁白
- GANGSTA. - 斯特瑞克
- Chaos Dragon 赤龍戰役 - 七殺天凌
- Fate/kaleid liner 魔法少女☆伊莉雅 2wei Herz! - 黑色英靈
- Concrete Revolutio～超人幻想～ - 克勞德
- 一拳超人 - 毒剌
- DD北斗之拳2 - 托席
- 牙狼〈GARO〉-紅蓮之月- - 蘆屋道滿

2016年
- 昭和元祿落語心中 - 與太郎
- 灰與幻想的格林姆迦爾 - 蓮崎
- 鬼牌遊戲 - 佐久間中尉
- Concrete Revolutio～超人幻想～ THE LAST SONG - 克勞德
- DAYS - 犬童薰
- 天真與閃電 - 八木祐介
- 信長的忍者 - 森可成、今川義元
- 黑白來看守所 - 雙六一

2017年
- 昭和元祿落語心中－助六再現篇－ - 與太郎／三代目助六
- 鬼平 - 金子半四郎
- 遊戲王VRAINS - 青蛙／鴿子／鷲
- 潔癖男子青山！ - 財前薰
- 銀魂 - 馬董
- Infini-T Force - 科學小飛俠／鷲尾健
- 牙狼〈GARO〉-VANISHING LINE- - 索特
- 我的英雄學院 第2期 - 塞爾奇船長

2018年
- 庫洛魔法使 透明牌篇 - 木之本桃矢
- 魔法少女 俺 - 改造人間四業／藤本四業
- 命運石之門0 - 橋田至
- 驚爆危機！Invisible Victory - 相良宗介
- 妖怪旅館營業中（砂樂）
- 學園BASARA - 石田三成[3]
- 傀儡馬戲團 - 白銀[4]

2019年
- 鬼滅之刃 - 不死川實彌
- 炎炎消防隊 - 烈火星宮[5]
- Fate/Grand Order -絕對魔獸戰線巴比倫尼亞- - 吉尔伽美什
- PSYCHO-PASS心靈判官 3 - 狡嚙慎也

2020年
- pet - 切腹Sunshine
- 空挺Dragons - 庫洛科
- 索瑪麗與森林之神 - 科基里拉
- 更多!怪俠佐羅利 - 魯多吉
- 噴嚏大魔王2020 - 金甘利湯水
- 高校之神 - 實況T、沈峰三、實況X
- 女武神的餐桌 - 齊格飛·卡斯蘭娜
- 大欺诈师 - 石神
- 炎炎消防隊 貳之章 - 烈火星宮
- 勇者鬥惡龍 達伊的大冒險（2020） - 哈德拉
- 咒術迴戰 - 貓熊

2021年
- BACK ARROW - 索拉·艾辛
- EX-ARM - 艾珥·賈德
- 境界觸發者 第2期 - 播音員
- Re:從零開始的異世界生活 2nd season - 阿爾迪巴蘭
- 我的英雄學院 第5期 - 塞爾奇
- 女朋友 and 女朋友 - 蜜莉卡的父親
- 我立於百萬生命之上 - 遊戲管理員
- RE-MAIN - 城島渡
- 鍵等 - 北川潤
- 鬼滅之刃 無限列車篇 - 不死川實彌

2022年
- JoJo的奇妙冒險 石之海 - 恩里克·普奇
- 通靈王（第2作） - 乙破千代
- 新網球王子 U-17 世界盃（宙斯·伊利歐鮑羅斯[6]、塔爾塔·赫拉克勒斯、帕帕多普洛斯·埃萬蓋洛斯、阿波羅·斯特凡諾普洛斯、俄里翁·斯特凡諾普洛斯、赫爾墨斯·庫奈里斯、伏爾甘·拉爾修）
- 幽零幻鏡（大哥）
- IDOLiSH7 Third BEAT!（櫻春樹）

2023年
- HIGH CARD 至高之牌（班·克倫戴克[7]）
- 福星小子（總番）
- 寶可夢 旅途 目標是寶可夢大師（小建）
- 鬼滅之刃 刀匠村篇（不死川實彌）
- 黃金神威（海賊房太郎[8]）
- Fate/strange Fake -Whispers of Dawn-（Archer[9]）
- MF GHOST 燃油車鬥魂（高橋啓介[10]）
- 暴食狂戰士（格里德[11]）

2024年
- HIGH CARD 至高之牌（第2期）（班·克倫戴克[12]）
- 青之驅魔師 島根啟明結社篇（露因·萊特[13]）
- 鬼滅之刃 柱訓練篇（不死川實彌[14]）
- 金肉人 完美超人始祖篇（ラーメンマン[15]、キン骨マン[16]）
- 金剛戰神U（利爾[17]）
- 杖與劍的魔劍譚（ワークナー・ノーグラム[18]）
- Re:從零開始的異世界生活 3rd season（阿爾迪巴蘭[19]）
- 轉生成貓咪的大叔（社長[20]）
- MF GHOST 燃油車鬥魂（第2期）（高橋啓介[21]）
- 青之驅魔師 雪之盡頭篇（露因·萊特[22]）
- 膽大黨（多佛惡魔[23]）
- 亂馬1/2（一郎[24]）
- 七龍珠大魔（魔人酷烏[25]）

2025年
- 青之驅魔師 終夜篇（露因·萊特[26]）
- 魔神創造傳 （肌肉微笑健兒）
- Clevatess -魔獸之王與嬰兒與屍之勇者-（羅德·羅禮士[27]）
- 膽大黨 第2期（多佛惡魔）
- GNOSIA（重道[28]）
- 妖怪旅館營業中 貳（砂樂[29]）
- Fate/strange Fake（Archer[30]）

2026年
- 炎炎消防隊 參之章（烈火星宮[31]）

### OVA
- MAZE☆爆熱時空 - 梅斯（男）
- 浪客劍心～明治劍客浪漫譚～追憶編 - 桂小五郎
- 遙遠時空～紫陽花夢語～ - 森村天真
- 遙遠時空2～白龍的神子～ - 平勝真
- 驚爆危機TSR特別版OVA 戰隊長悠閒的一日 - 相良宗介
- 你所期望的永遠(君が望む永遠) - 剛田城二
- 真蓋特機器人 世界最後之日 - 號
- 羔羊之歌 - 高城一砂
- 暗殺教室 - 殺老師

1996年
- 電光快車俠 - Dozilas

1997年
- 出雲傳說(八雲立つ) - 布椎闇己

1999年
- 萬有引力 - 新堂愁一
- 菜菜子解體診書 - セイント

2000年
- 哆啦A梦 大雄的怀念奶奶 - 骨川小夫（幼年）

2002年
- 捍衛者21 - 影山零士

2011年
- Carnival Phantasm - 吉爾伽美什

2013年
- 史上最強弟子兼一~闇之襲擊 - 白濱兼一

2015年
- 英雄公司 - 卡卡歐·瓦倫丁※漫畫第8卷DVD附贈特裝版

### 网络动画
2006年
- 愛由真由（剛田城二）

2009年
- 傳染（山崎老師、徹、オール5、紅雀）

2013年
- 宫河家的空腹（兄澤命斗）
- 花のずんだ丸

2014年
- 巴哈姆特之怒（骨架）

2015年
- 聖鬥士星矢 黃金魂 -soul of gold-（安德烈亞斯·里瑟、洛基）

2017年
- 40周年!快樂快樂全明星小學（小夫）

2019年
- Fate/Grand Order -絕對魔獸戰線巴比倫尼亞- Episode 0 Initium Iter（沃夫岡·阿瑪迪烏斯·莫札特）
- 無限住人-IMMORTAL-（宗理）
- 怪物彈珠 世界之終結（耶索多）

2021年
- 終末的女武神（呂布奉先）

2024年
- 與聲優夜遊 ANIMATION[32]
- BEASTARS FINAL SEASON（戴希可[33]）

2025年
- BULLET/BULLET（ナカ兄[34]）
- 新星GALVERSE（UVO[35]）
- Fate/Grand Order 搞不懂的藤丸立香 第3期（吉爾伽美什）

### 劇場動畫
- 哆啦A夢系列
  - 2112年哆啦A夢的誕生 - 選拔會的司儀
  - 大雄的南海大冒險 - 半魚人
  - 大雄的懷念奶奶 - 骨川小夫 (幼年時期)
  - 大雄的貓狗時空傳 - 达克
  - 大雄的恐龍2006 - 骨川小夫
  - 大雄的新魔界大冒險~7人魔法使~ - 骨川小夫
  - 大雄與綠之巨人傳 - 骨川小夫
  - 新·大雄的宇宙開拓史 - 骨川小夫
  - 大雄的人魚大海戰 - 骨川小夫
  - 新·大雄與鐵人兵團 - 骨川小夫
  - 大雄與奇蹟之島~動物歷險記~ - 骨川小夫
  - 大雄的秘密道具博物館 - 骨川小夫、怪盜DX
  - 新·大雄的大魔境 - 骨川小夫
  - STAND BY ME 哆啦A夢 - 骨川小夫
  - 大雄的宇宙英雄记 - 骨川小夫
  - 新·大雄的日本誕生 - 骨川小夫
  - 大雄的南极冰天雪地大冒险 - 骨川小夫
  - 大雄的金银岛 - 骨川小夫
  - 大雄的月球探測記 - 骨川小夫
  - 大雄的新恐龍 - 骨川小夫
  - STAND BY ME 哆啦A夢 2 - 骨川小夫
  - 大雄的宇宙小戰爭 2021 - 骨川小夫
  - 大雄與天空的理想鄉 - 骨川小夫
  - 大雄的地球交響樂 - 骨川小夫
  - 大雄的繪畫世界物語 - 骨川小夫[36]
- 魔卡少女樱系列
  - 魔卡少女樱-香港之旅 - 木之本桃矢
  - 魔卡少女樱-被封印的卡片 - 木之本桃矢
- 福音戰士新劇場版系列
  - 福音戰士新劇場版：序 - 鈴原冬二
  - 福音戰士新劇場版：破 - 鈴原冬二
- Fate/Stay Night系列
  - Fate/Stay Night (Unlimited Blade Work) - 吉爾伽美什
  - Fate/Stay Night [Heaven's Feel] - 吉爾伽美什
- MAZE☆爆熱時空 天変脅威の大巨人 - 梅斯（男）
- 神奇寶貝劇場版：夢幻之神奇寶貝 洛奇亞爆誕 - 小建
- 聖天空戰記 - 梵
- X戰記 - 司狼神威
- 劇場版 遙遠時空 舞一夜 - 森村天真
- 頭文字D Third Stage - 高橋啓介
- 犬夜叉 穿越時空的思念 - 瑪瑙丸
- 戰國BASARA -The Last Party- - 石田三成
- 劇場版飆速宅男 - 待宮榮吉

2015年
- 心理测量者剧场版 - 狡嚙慎也

2019年
- PSYCHO-PASS Sinners of the System Case.2 First Guardian - 狡嚙慎也
- PSYCHO-PASS Sinners of the System Case.3 恩仇的彼方 - 狡嚙慎也

2020年
- PSYCHO-PASS心靈判官3 FIRST INSPECTOR - 狡嚙慎也
- 鬼滅之刃劇場版 無限列車篇 - 不死川實彌

2021年
- 新·福音戰士劇場版𝄇 - 鈴原冬二
- Fate/Grand Order -冠位時間神殿所羅門- - 莫札特、吉爾伽美什
- 刀劍神域劇場版 -Progressive- 無星夜的詠嘆調 - 牙王
- 劇場版 咒術迴戰 0 - 貓熊

2022年
- ONE PIECE FILM RED（羅布·路基）
- 刀劍神域劇場版 -Progressive- 陰沉薄暮的詼諧曲（牙王[37]）

2023年
- 劇場版 PSYCHO-PASS心靈判官 PROVIDENCE（狡嚙慎也[38]）
- 劇場版城市獵人 天使之淚（皮拉魯克[39]）

2024年
- 機動戰士GUNDAM SEED FREEDOM（伊薩克·焦耳[40]）

2025年
- 愉快動物餅 THE MOVIE（ゴッチャン[41]）
- 鬼滅之刃劇場版 無限城篇 第一章 猗窩座再襲（不死川實彌[42]）
- 名偵探柯南：獨眼的殘像（長谷川陸夫）

### 電玩遊戲
- Fate系列
  - Fate/stay night - 吉爾伽美什
  - Fate/tiger colosseum - Archer（吉爾伽美什）
  - Fate/Grand Order - 吉爾伽美什、Caster（吉爾伽美什）、沃夫岡·阿瑪迪斯·莫札特
  - Fate/EXTRA - 吉爾伽美什
  - Fate/EXTRA CCC - 吉爾伽美什
  - Fate/EXTELLA - 吉爾伽美什
  - FATE/EXTELLA Link - 吉爾伽美什
  - Fate/Samurai Remnant - 少当家
- 遙遠時空系列
  - 遙遠時空 - 森村天真
  - 遙遠時空 八葉抄 - 森村天真
  - 遙遠時空 舞一夜 - 森村天真
  - 遙遠時空2 - 平勝真
  - 遙遠時空3 - 源九郎義經
  - 遙遠時空3 十六夜記 - 源九郎義經
  - 遙遠時空3 命運的迷宮 - 源九郎義經
  - 遙遠時空4 - サザキ
  - 遙遠時空 夢浮橋 - 森村天真、平勝真、源九郎義經
  - 遙遠時空5 - 青龍
- 傳奇系列
  - 命運傳奇 - 斯坦爾·艾爾隆
  - 命運傳奇2 - 斯坦爾·艾爾隆
  - 世界傳奇系列 - 斯坦爾·艾爾隆
  - 對戰傳奇 - 斯坦爾·艾爾隆
- Steins;Gate
  - Steins;Gate - 橋田至
  - Steins;Gate 比翼恋理のだーりん - 橋田至
- Double Score - 桐野宗也
- エターナルアルカディア -瓦斯
- 異度裝甲 - 巴塞洛缪·法蒂瑪
- 刺客教條系列 - 艾吉歐.歐狄托里(包含二代、兄弟會及啟示錄)
- 戰國BASARA3 - 石田三成
- 北斗無雙 - 托席、阿米巴
- 新選組群狼傳 - 原田左之助、岡田以蔵
- 足球小將 翼～黄金世代的挑戦～ - 大空翼
- 頭文字D Special Stage - 高橋啓介
- 堕落天使 - 壬生灰兒
- 天外魔境 第四の黙示録 - 雷神
- 薄櫻鬼 黎明錄 - 井吹龍之介
- 夢幻之星 新宇宙 - 伊森·韋柏
- 新世紀福音戰士系列 - 鈴原冬二
- NAMCO x CAPCOM - 斯坦爾·艾爾隆
- 圣书外典 - 萨菲路斯
- 無限のフロンティア-EXCEED - アレディ・ナアシュ
- 交響情人夢 - 千秋真一
- 音速小子世界大冒險 - 刺蝟狼
- 家庭教師ヒットマンREBORN!DSフェイトオブヒートII運命のふたり - 布利甘堤斯
- 八方旅人 - 艾芬
- 崩壞3rd - 齊格飛·卡斯蘭娜
- 戰艦少女R - 貝爾麥坎
- 英雄聯盟 League of Legends（日版）- Rumble 藍寶、Vladimir 弗拉迪米爾
- 奥丁领域 - 欧尼基斯
- 夢王國與沉睡中的100位王子殿下 - 提爾
- 無雙OROCHI 蛇魔３ Ultimate - 黑帝斯
- 白貓Project - 叢雲
- 蒼翼默示錄：交叉組隊戰 - 巽完二
- Cytus II - Xenon
- Fire Emblem Heroes - 拉菲魯、希斯
- 守望傳說 - 機甲戰士奧格瑪、瘋狂熊貓三重奏（小熊貓）
- 超偵探事件簿 霧雨謎宮（基路齊＝亞力山大）
- 寶可夢大師（阿球）

### CD
- Cafe吉祥寺 - 菜積浩伸
- Mr.FULLSWING (野球長打王) - 猿野天國
- 浪人劍心 明治剣客浪漫譚 - 相樂左之助
- 霸王愛人 - 黑龍
- ONE×3 - 黄条戒
- 幻影天使(魔法水果籃) - 草摩夾
- 出雲傳說 音盤物語・新音盤物語(八雲立つ) - 布椎闇己
- Weiß kreuz TV ANIMATION SOUND TRACK - Ken（鷹村健）
- Weiß kreuz SONG COLLECTION - Ken（鷹村健）
- 我的初戀情人 - 鈴谷昴
- 最愛貴公子 - 藤原銀藏
- 女神異聞錄4 - 巽完二

### 廣播劇CD
- D.N.ANGEL WINK - 日渡伶
- 當現在遇到未来（目隐しの国） - 内藤亚郎
- STRANGE DRAMA CD DEEP SEEKER - 恒
- STRANGE+ THE DRAMA CD「DEEP SEEKER」 - 恒
- Fate/Zero - Archer
- 機動戰士鋼彈SEED系列 - 伊薩克·焦耳

### 廣播電台(ラジオ)
- 彩雲國物語～双劍の舞～ -
- 智一&璐美のラジオ腐りかけ！（與女聲優朴璐美共同主持）
- MAZE☆爆熱アワー（與女聲優丹下櫻共同主持）

### 國外影視配音
- 聖石傳說 - 青陽子
- 月光騎士 - 馬克·史貝特／月光騎士和史蒂芬·葛蘭特／騎士先生
- 超級瑪利歐兄弟電影版 - 奇諾比奧

### 特攝
- 超力戰隊王連者（1995年）- 皇子 布魯敦特
- 電磁戰隊百萬連者（1997年） - BB惡魔
- 假面騎士KABUTO(小學館特別篇) - Kabuto Zecter
- 彩雲國物語 - 繪卷
- 海賊戰隊豪快者 - 旁白/海賊手機&豪快通訊機的語音
- 假面騎士Ghost - 石川五右衛門/英雄靈魂
- 騎士龍戰隊龍裝者 - 蓋索古
- HE-LOW THE FINAL
- TEN • 豪快者 - 裁判
- 第一戰隊五獸者 - 製作人

- 超人力霸王系列
  - 平成超人七號 EVOLUTION-（2002年、田代）
  - 超人力霸王梅比斯&超人兄弟世紀之戰-（2006年、廣播）
  - 超人力霸王傑洛 THE MOVIE 超決戰！貝利爾銀河帝國-（2010年、紅蓮火焰）
  - 超級地帶（日语：ウルトラゾーン_(テレビ番組)）-（2011年、夫〈人間態〉 / 凶悪宇宙人ザラブ星人、誘拐怪人ケムール人、ケムール裁判員〈人間態〉）
  - 超人力霸王銀河：劇場特輯版（2013年，異次元宇宙人イカルス星人）
  - 超人力霸王銀河番外編（2014年，異次元宇宙人イカルス星人〈SD〉）
  - 超人力霸王銀河S（2014年，異次元宇宙人イカルス星人〈SD〉）
  - 超人力霸王X（2015年，伊刈 / 異次元宇宙人伊卡魯斯星人）
  - 劇場版_超人力霸王捷德_連繫起來！_願望！！（2018年，紅蓮火焰）
  - 超人力霸王Z（2020年，巴羅薩星人（第二代）
  - 超級銀河格鬥（2020年-2022年，、超人力霸王葛雷、エンペラ星人、超人力霸王衛司）
  - 布莱泽奥特曼（2023年、第3話）- 大川翔太郎

### 舞台劇
- Animate店長 - 兄澤命斗

### 布袋戲
2016年
- Thunderbolt Fantasy 東離劍遊紀（蔑天骸）

### 电视剧
- 櫻之塔（2021年）- 牧園隆文
- ANTI HERO（2024年）- 刑警

## 外部連結
- （日語）
- http://www.atomicmonkey.jp/index.html （页面存档备份，存于） （日語）
- 関智一 - Anime News Network （页面存档备份，存于） （英文）
- 關智一的X（前Twitter） （日語）
- 關智一的聲優道[永久]，2013年12月28日最後查閱 （日語）。
- 關智一的聲優道，完整中文翻譯 （页面存档备份，存于），2013年5月25日最後查閱 （繁體中文）。
- 關智一在豆瓣上的资料（简体中文）

| 前任： 神谷浩史 (聲演) （宇宙戰隊九連者） | 日本超級戰隊系列紫色戰士演員 (聲演) 騎士龍戰隊龍裝者 2019年3月17日-2020年3月1日 | 繼任： 世古口凌 （機界戰隊全界者） |